# Patriarchaal kruis

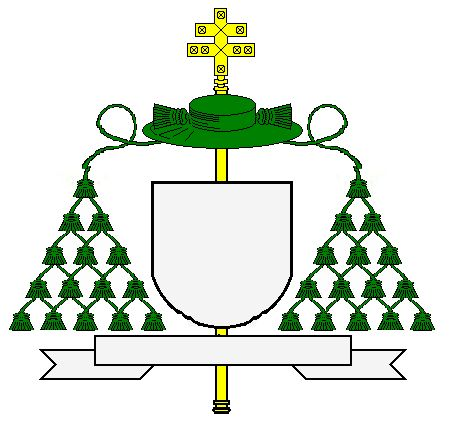
Wapen van een patriarch

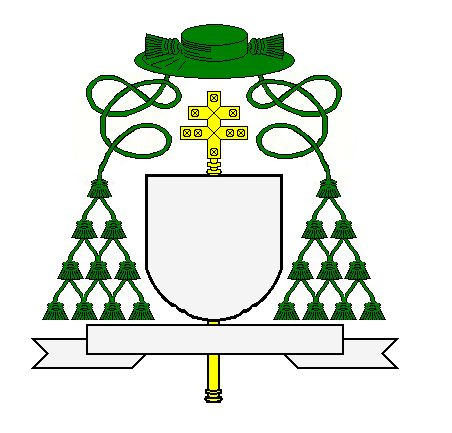
Wapen van een aartsbisschop

Een patriarchaal kruis is in de heraldiek een verhoogd kruis of trappenkruis met lange voet en dubbele dwarsbalk, waarvan de bovenste balk korter is dan de onderste. Deze korte balk staat voor het plakkaat met het opschrift "INRI" op het kruis van Jezus.
In de kerkelijke heraldiek gebruiken de patriarchen (aartsbisschoppen met bijzondere voorrechten, zoals die van Venetië en Lissabon) het patriarchaal kruis in hun wapen.
Het kruis steekt boven de groene hoed van de patriarch uit. Ook de "gewone" aartsbisschoppen plaatsen een patriarchaal kruis in hun wapen maar dan steekt het kruis ònder de groene hoed. De patriarchen en aartsbisschoppen laten tijdens processies het patriarchaal kruis als processiekruis voor zich uitdragen waarbij het kruis geen religieuze functie heeft maar hun waardigheid als kerkvorst aanduidt. Daarom mag er tussen processiekruis en patriarch (of aartsbisschop) beslist niemand anders lopen.
Primaten en metropolieten gebruiken ook een patriarchaal processiekruis in wapen en processie wanneer zij geen patriarch of aartsbisschop zijn. Het gebruik stamt uit de 15e eeuw. Afbeeldingen van een patriarchaal kruis op een pauselijk wapen berusten volgens veel bronnen op een misverstand bij de beeldhouwer of tekenaar. De pausen en hun legaten gebruiken een Latijns kruis. Op een foto van het openen van de Heilige Deur in het Vaticaan (1982) draagt Johannes Paulus II een kruis met drie dwarsbalken.
In de schatkamer van de Onze-Lieve-Vrouwebasiliek in Maastricht bevond zich ooit een verguld zilveren Byzantijns patriarchaalkruis met relikwieën van het Heilig Kruis. Het omstreeks het jaar 1000 in Constantinopel vervaardigde reliekenkruis werd in 1204 (na afloop van de Vierde Kruistocht) aan de Maastrichtse kerk geschonken, maar bevindt zich sinds 1838 in de schatkamer van de Sint-Pietersbasiliek in Vaticaanstad. In de 15e eeuw liet het kapittel van Sint-Servaas, waarschijnlijk uit concurrentieoverwegingen, een soortgelijk reliekenkruis vervaardigen. Dit patriarchaalkruis is wel nog in Maastricht aanwezig. Het bevindt zich in de schatkamer van de Sint-Servaasbasiliek.
Een ander kruis met twee dwarsbalken, waarvan de bovenste dwarsbalk korter is, is het kruis van Lotharingen.